# Kalva, Kolar
Kalva là một làng thuộc tehsil Kolar, huyện Kolar, bang Karnataka, Ấn Độ.